# Проповедь под открытым небом
Проповеди под открытым небом (нидерл. Hagenpreek) —  это проповеди, проводившиеся кальвинистами и анабаптистами в первые дни Реформации. Они проходили в Испанских Нидерландах в преддверии Бельденского восстания 1566 года.

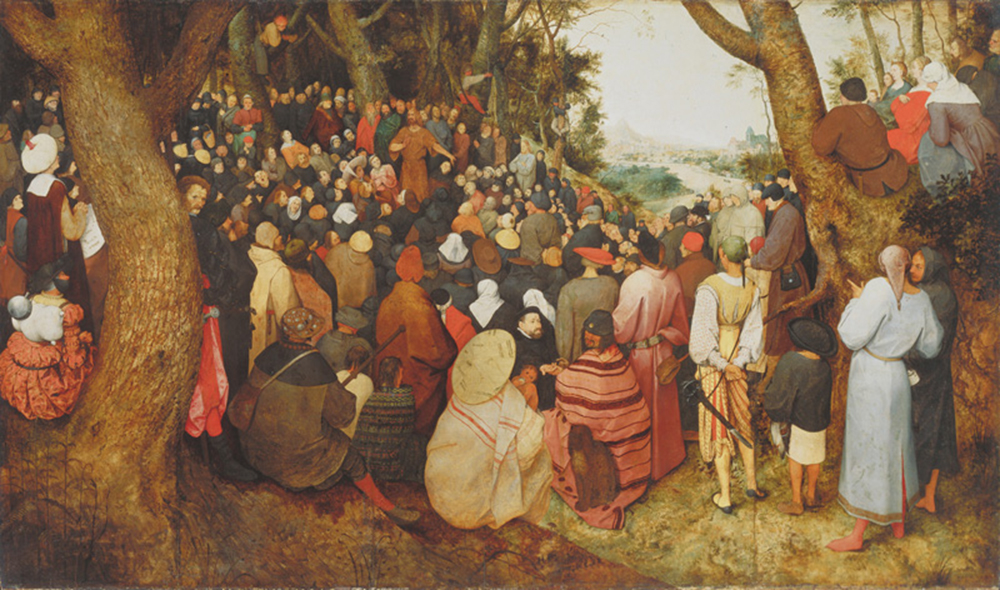
Проповедь Иоанна Крестителя

## Этимология
Впервые эта концепция появилась в письменном виде в 1569 году в проповедях брата Корнелиса Брауэра. Неясно, придумал ли он этот термин или заимствовал его из разговорной речи. Впервые он насмешливо высказался о haechpredikanten в проповеди 1566 года, затем ввел глагол haechpreken, а в 1568 году использовал haechpredicatie. В указах, постановлениях и других правительственных документах этот термин не использовался, но упоминались тайные и несанкционированные собрания. Первоначально уничижительный оттенок термина «Проповедь под открытым небом» исчез только в XVII веке.

## История
В Нидерландах в XVI веке кальвинисты, анабаптисты и другие реформаторы часто выступали с проповедями, поскольку им не разрешалось открыто исповедовать свою веру. Адриан ван Хемстеде стал первым, кто публично выступил с проповедью в День Тела Христова в 1558 году на берегу реки Мэр недалеко от Антверпена. Это явление получило широкое распространение несколько лет спустя в промышленных центрах Западной Фландрии. 28 мая 1562 года монах-августинец Карл Даниэль бежал из своего монастыря в Ипре и начал проводить ночные проповеди. В июне его примеру последовал Антониус Альгоет, собравший около тысячи слушателей. 12 июля Гелейн Дамман начал активную деятельность в Бешепе, организовав провокационный вооружённый митинг.
В январе 1566 года представители низшего дворянства голландских провинций направили письмо-жалобу, в котором были изложены требования к испанскому королю и его генерал-губернатору Маргарите Пармской. Эти требования были сформулированы в соответствии с тогда ещё не совсем понятным термином «compromis». Главный представитель высшего дворянства Вильгельм Оранский изначально хотел передать эти требования генерал-губернатору в виде жалобы, которую поддержали бы все дворяне. Однако этому препятствовали некоторые представители высшего дворянства, например, граф Эгмонд считал, что жалоба может вызвать слишком сильную реакцию и не соответствует высокому статусу дворянства. В качестве альтернативы была подготовлена петиция, которая должна была быть торжественно передана. Это позволило бы определить институциональные приоритеты, на которые могла бы отреагировать Маргарита. По своему содержанию петиция, как и compromis, связывала требования отмены запрета на еретиков и запрета кальвинистского богослужения с выражением лояльности королю.
Вручение петиции стало народным зрелищем. В процессии из 200—300 человек благородные посланники шли рядами по пять человек, «мерным шагом, опустив глаза к земле», к замку в Брюсселе. Здесь Хенрик ван Бредероде передал петицию Маргарите, которая заверила, что она будет рассмотрена немедленно. В последующие несколько дней она дала ответ, в котором заявила, что инквизиция будет смягчена до тех пор, пока не придет ответ из Испании. Действительно, были приняты соответствующие меры. Часть кальвинистского движения расценивала позицию Маргарет как слабость. Однако в целом неудовлетворительным является то, что заявление Маргарет подчеркивало старое монопольное положение Католической церкви и что уголовные наказания за кальвинистскую деятельность были лишь смягчены, но не отменены. В конце концов, окружение Вильгельма Оранского сочло необходимым отправить в Испанию свою собственную делегацию после ответа Маргариты.

Три проповеди под открытым небом недалеко от Антверпена. Вверху слева — проповедь лютеранина конфесциалиста) в Киле, внизу слева — проповедь франкоговорящего (валлонского) кальвиниста и внизу справа — проповедь голландскоговорящего кальвиниста (реформата). Из книги Питера Кристиансзона Бора «Голландские войны», 1621 г.

Кальвинисты искали способы заполнить время возможных судебных разбирательств и переговоров в Испании, стремясь к обещанному смягчению ограничений. Они проводили проповеди под открытым небом, что, по сути, означало, что кальвинисты и анабаптисты избегали католических мест поклонения и конфликтов. Центрами этого движения были Фландрия и Брабант. Особенно в Антверпене всё больше людей посещали проповеди кальвинистов на улицах. С апреля по июнь 1566 года количество слушателей увеличилось с 1000—2000 до более чем 20000. Люди собирались за пределами городов и их юрисдикции, под защитой лесов и изгородей, а также на землях сочувствующих им дворян. Считается, что картина «Проповедь Иоанна Крестителя», созданная в том же году, была вдохновлена этими частично открытыми, частично тайными встречами.

## Позднейшее использование термина
В период Крестьянской войны 1798 года священники, скрывавшиеся от преследования властей, часто проводили тайные богослужения по ночам, в сельских районах и небольших населённых пунктах. Священникам отказавшимся присягнуть на верность республике и выразить свою ненависть к монархии, больше не назначался приход для проведения служб. Эти богослужения иногда ошибочно называют «Проповедями под открытым небом».
Во время раскола голландской протестантской церковной общины в 1834 году, люди также демонстративно вернулись к проведению религиозных служб под открытым небом.
Национал-социалистическая партия NSB проводила свои собрания под открытым небом, которые она называла «проповедью под открытым небом». Эти собрания обычно проходили ежегодно в определённом месте, которое партия называла Nationaal Tehuis hagespraken.

Проповедь в Остервиле недалеко от Антверпена в 1566 году. Из «Голландских историй» П.К. Хофта, 1703 г.